# Rosannagh MacLennan
Rosannagh MacLennan, detta Rosie (King, 28 agosto 1988), è una ginnasta canadese, vincitrice della medaglia d'oro ai Giochi olimpici di Londra 2012 e ai Giochi olimpici di Rio de Janeiro 2016 nel trampolino elastico.

## Palmarès
- Giochi olimpici estivi

Londra 2012: oro nel trampolino elastico.
Rio de Janeiro 2016: oro nel trampolino elastico.
- Mondiali

Eindhoven 2005: argento nel sincro.
Québec 2007: oro nel sincro, argento a squadre e bronzo individuale.
San Pietroburgo 2009: argento nel sincro e bronzo a squadre.
Metz 2010: bronzo individuale.
Birmingham 2011: argento individuale e nel sincro, bronzo a squadre.
Sofia 2013: oro individuale e argento a squadre.
Daytona Beach 2014: argento individuale e nel sincro.
San Pietroburgo 2018: oro individuale, argento nel sincro, bronzo a squadre miste.
Tokyo 2019: bronzo individuale e a squadre.
- Giochi panamericani

Rio de Janeiro 2007: argento nel trampolino elastico.
Guadalajara 2011: oro nel trampolino elastico.
Toronto 2015: oro nel trampolino elastico.